# Sint-Jan Baptistkerk (Binkom)

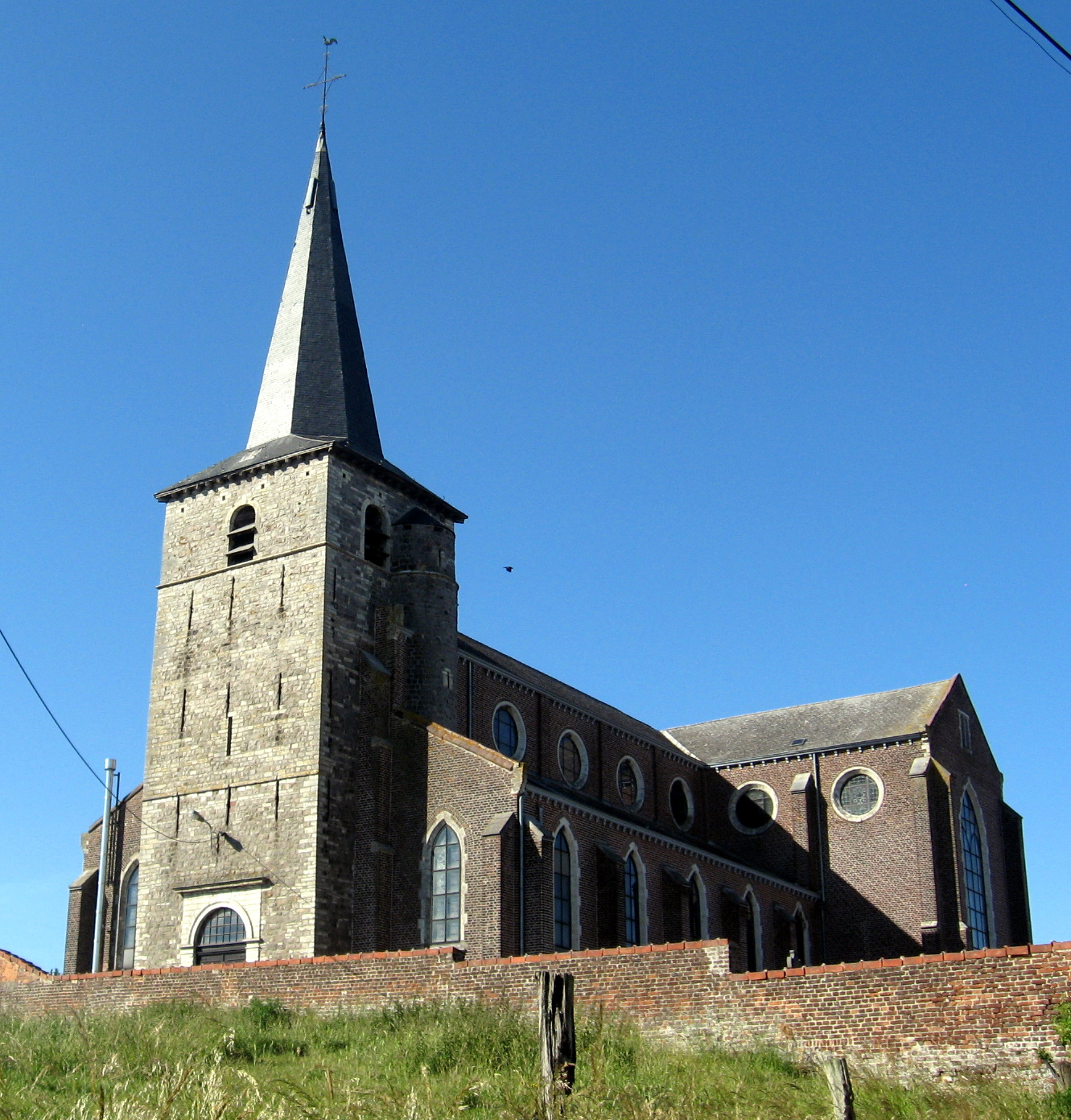
Sint-Jan Baptistkerk

De Sint-Jan Baptistkerk is de parochiekerk van de tot de Vlaams-Brabantse gemeente Lubbeek behorende plaats Binkom, gelegen aan de Kerkstraat 1.

## Geschiedenis
In 1146 werd de parochie voor het eerst vermeld. Het patronaatsrecht werd toen geschonken aan de Abdij van Tongerlo. In 1218 gingen de rechten over naar de Hospitaalridders van de Orde van Sint-Jan te Wommersom.
Tijdens de godsdiensttwisten en ook daarna had de kerk geregeld te lijden onder plunderingen en in 1781 werd de kerk geteisterd door brand. In 1873-1874 werd een nieuwe kerk gebouwd waarin de uit de eerste helft van de 13e eeuw stammeende toren werd opgenomen. Deze kerk, in neogotische stijl, werd ontworpen door Louis Van Arenbergh. De toren kreeg een nieuwe bekleding en een nieuwe westgevel in neogotische stijl.

## Gebouw
Het betreft een bakstenen neogotische kruisbasiliek met voorgebouwde westtoren. Deze toren heeft drie geledingen en is gebouwd in uit Overlaar afkomstig kwartsiet. Ook Gobertangesteen werd in de toren verwerkt.
De kerk ligt op een verhevenheid en wordt omringd door een kerkhof.

## Interieur
De kerk kent een groot aantal glas-in-loodramen, meestal daterend van omstreeks 1900. Het kerkmeubilair is grotendeels 19e-eeuws maar de preekstoel en een biechtstoel zijn uit de tweede helft van de 18e eeuw. Het orgel, van omstreeks 1850, werd vervaardigd door Pieter-Adam Van Dinter.